# Réunionnatthäger
Réunionnatthäger (Nycticorax duboisi) är en utdöd fågel i familjen hägrar inom ordningen pelikanfåglar som tidigare förekom på La Réunion. Den dog troligen ut före 1600-talets slut.